# Gematigde bossen van Southland
De gematigde bossen van Southland (Engels: Southland temperate forests) vormen een ecoregio van gematigde bossen in het zuidoosten van het Zuidereiland in Nieuw-Zeeland.

## De ecoregio

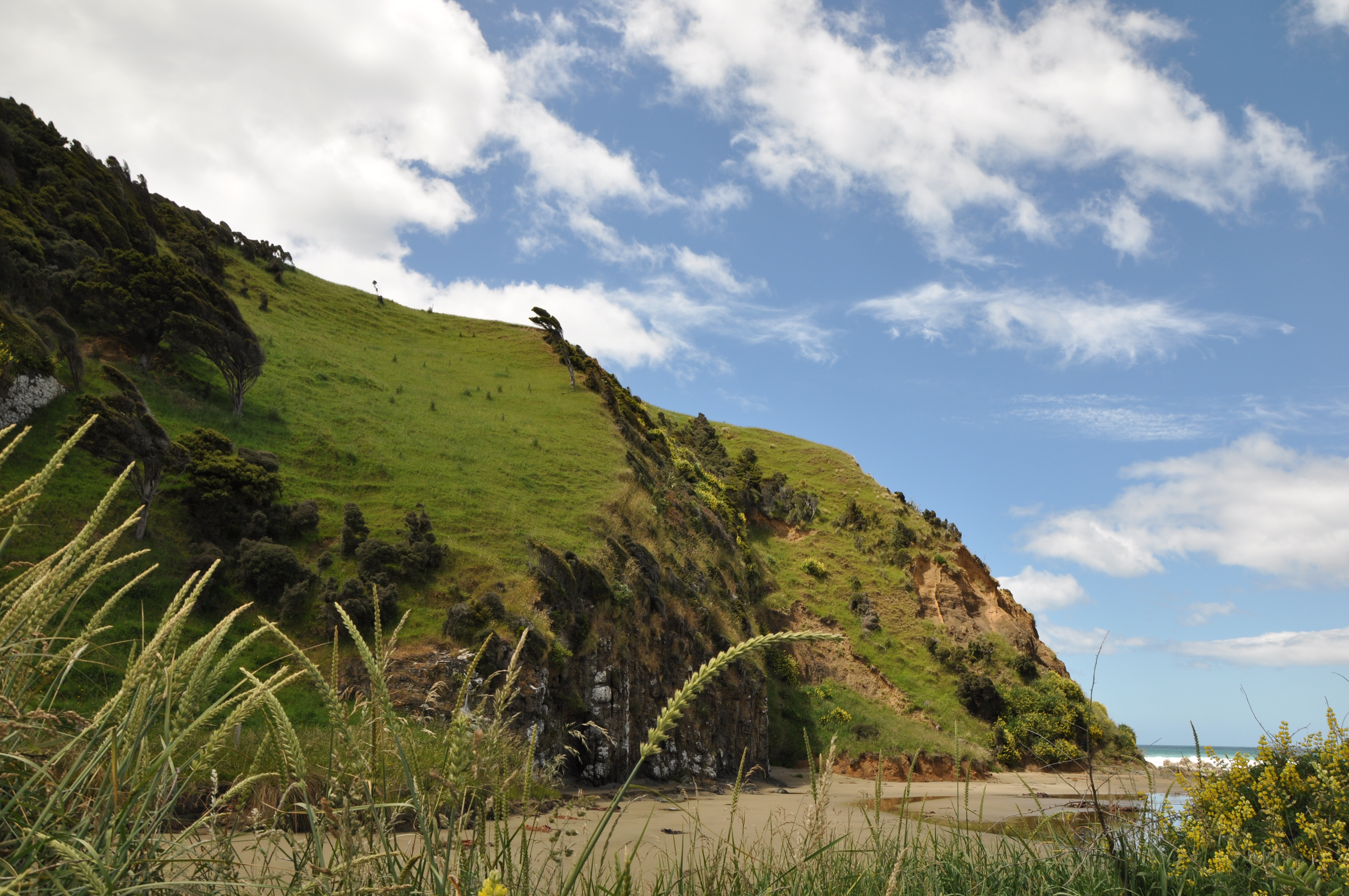
Langs de oostkust bevindt zich een gevarieerd kustlandschap

De gematigde bossen van Southland beslaan het meest zuidoostelijke deel van het Zuidereiland. Ten westen bevindt zich de ecoregio gematigde bossen van Fiordland. In het zuiden en oosten wordt de ecoregio begrensd door de Stille Oceaan. Het Takitimugebergte en de Hokonuiheuvels vormen de noordelijke rand van de ecoregio. Andere hooglanden zijn de Longwood Range in het zuidwesten en The Catlins in het zuidoosten. De Southland Plains beslaan het centraal-zuidelijke deel van de ecoregio. Het grootste deel van de ecoregio ligt in de regio Southland, alleen het noordoostelijke deel van de ecoregio bevindt zich in Otago.
De laaggelegen kustgebieden worden gescheiden van de droge centrale vlaktes door de Hokonuiheuvels. Verder naar het noorden loopt een strook van hoge beboste bergen langs de grens met Otago. Het Te Anau-bekken, die gelegen is in de noordoostelijke rand van de ecoregio, wordt gescheiden van de andere laaglandgebieden door de ruige Takatimu-bergketen met uitgestrekte puinhellingen. In het zuidoosten ligt het glooiende heuvelland van de Catlins, begroeid met weelderige en diverse bossen die tot aan de kust reiken. De rest van de zuidkust wordt gekenmerkt door duinen met grote open baaien en estuaria gescheiden door rotspartijen.  
De neerslag op de vochtige laaglanden aan de kust varieert van 900 millimeter tot 1600 millimeter per jaar, terwijl de relatief droge centrale vlakten een jaarlijkse regenval krijgen van 700 millimeter tot 900 millimeter.

## Flora
De natuurlijke vegetatie van de ecoregio bestaat oorspronkelijke uit bossen die bestaan uit loofbomen en Podocarpen. Hoger gelegen bossen in het westen van de ecoregio bestaan voornamelijk uit zuidelijke beuken (Nothofagus), waaronder zilverbeuken (Nothofagus menziesii) in de westelijke bergen en rode beuken (Nothofagus fusca) in de noordelijke bergen. De laaglandbossen omvatten loofbomen en Podocarpen, waarbij kahikatea (Dacrycarpus dacrydioides) veel voorkomt in moerassige gebieden en rimu (Dacrydium cupressinum) in drogere gebieden. In het centrale heuvelland en in The Catlins worden boomsoorten als de zuidelijke rata (Metrosideros umbellata) en kamahi (Weinmannia racemosa) aangetroffen.
Uit houtskoolonderzoek is gebleken dat na de komst van de Maori's, ongeveer 2500 jaar geleden, het aantal natuurbranden snel toenam. De Maori's maakten gebruik van vuur om wilde dieren in de bossen op te jagen om ze te doden. Deze branden leidden tot het verlies van grote stukken bos. Hiervoor in de plaats kwamen pollengraslanden. Boven de boomgrens in hoger gelegen gebieden komen voornamelijk sneeuwpollen (Chionochloa sp.) voor. De rode pol (Chionochloa rubra) bedekt naar schatting 45 procent van de ecoregio en is daarmee een overheersende soort. In die hoger gelegen gebieden met pollengrasland komen endemische plantensoorten voor zoals Carex uncifoli, Hebe biggarii, Celmisia thomsonii en Aciphylla spedenii. In gebieden met meer struikgewas komt de endemische soort Olearia hectori voor.
Andere habitats binnen deze ecoregio zijn onder meer duinen, kust- en riviermoerassen en kustgraslanden. Op kliffen langs de kust groeit de endemische plantensoort Celmisia lindsayi. In kustgraslanden groeit voornamelijk de grassoort Poa astonii. In duingebieden komt de zeldzame soort Gunnera hamiltonii voor.

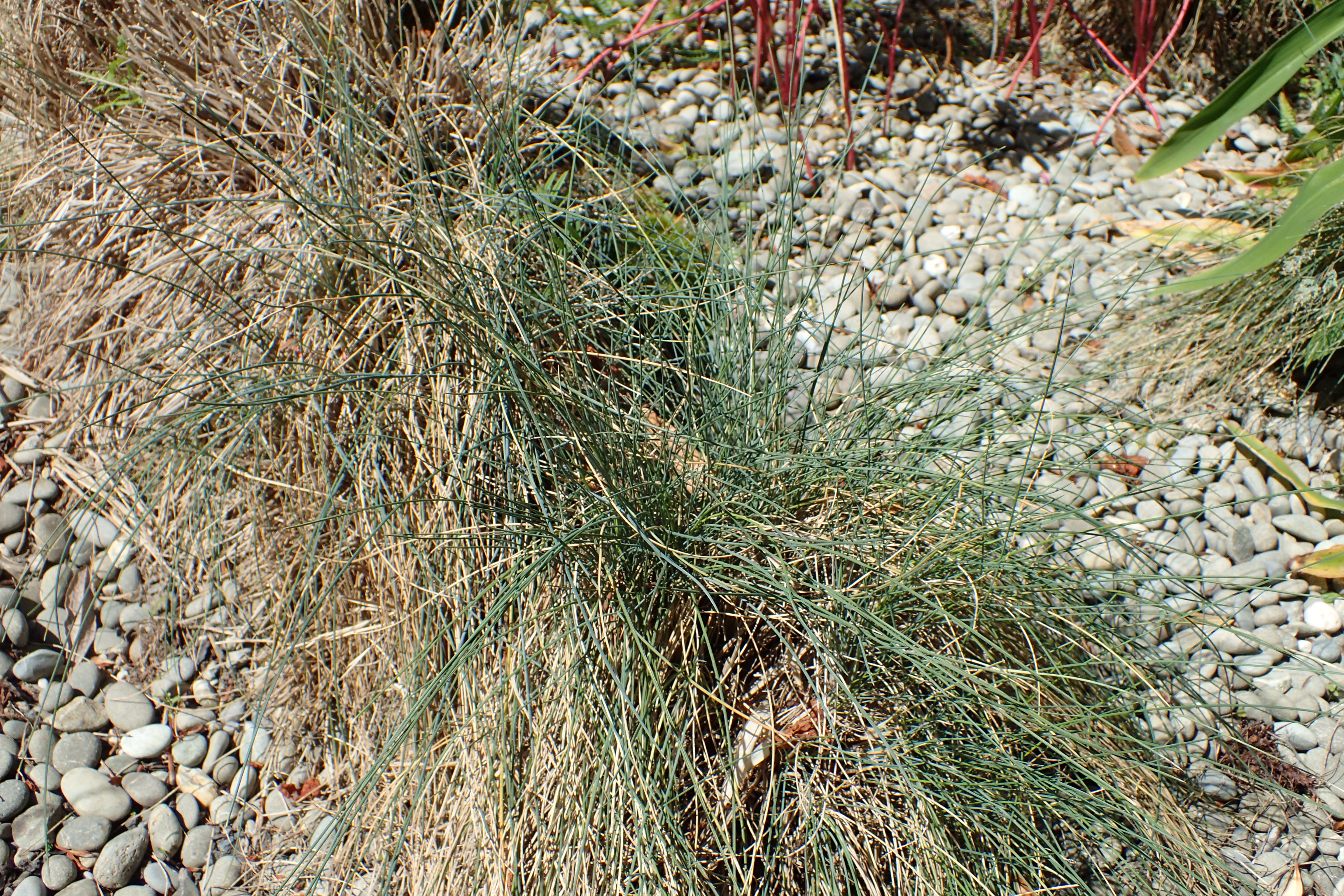
Poa astonii
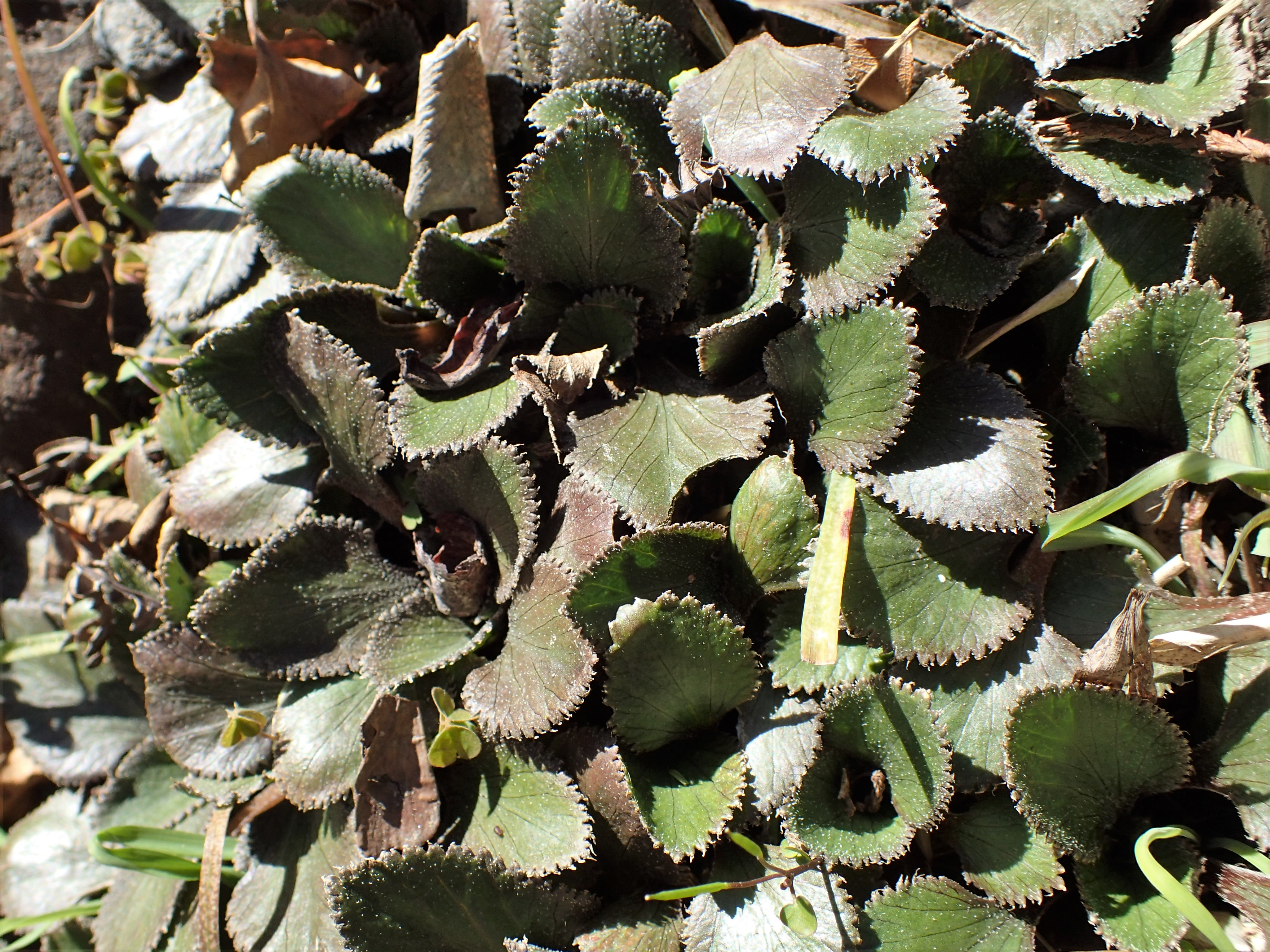
Gunnera hamiltonii
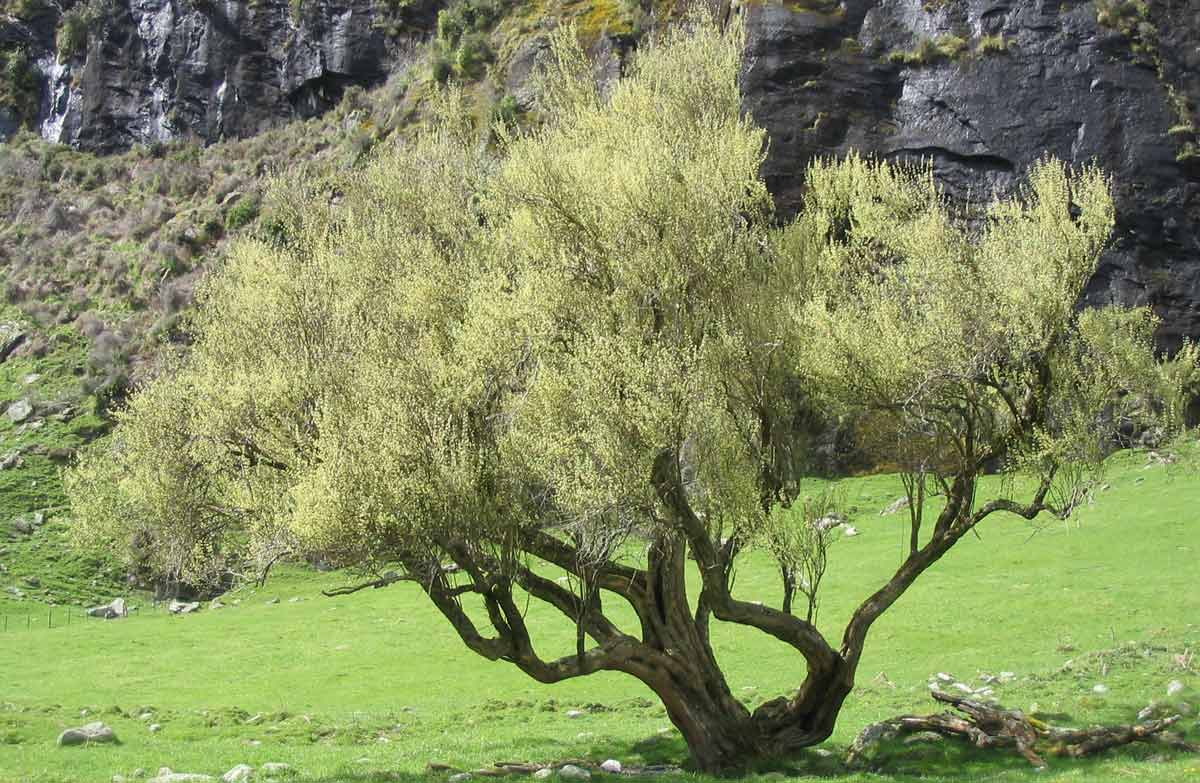
Olearia hectori
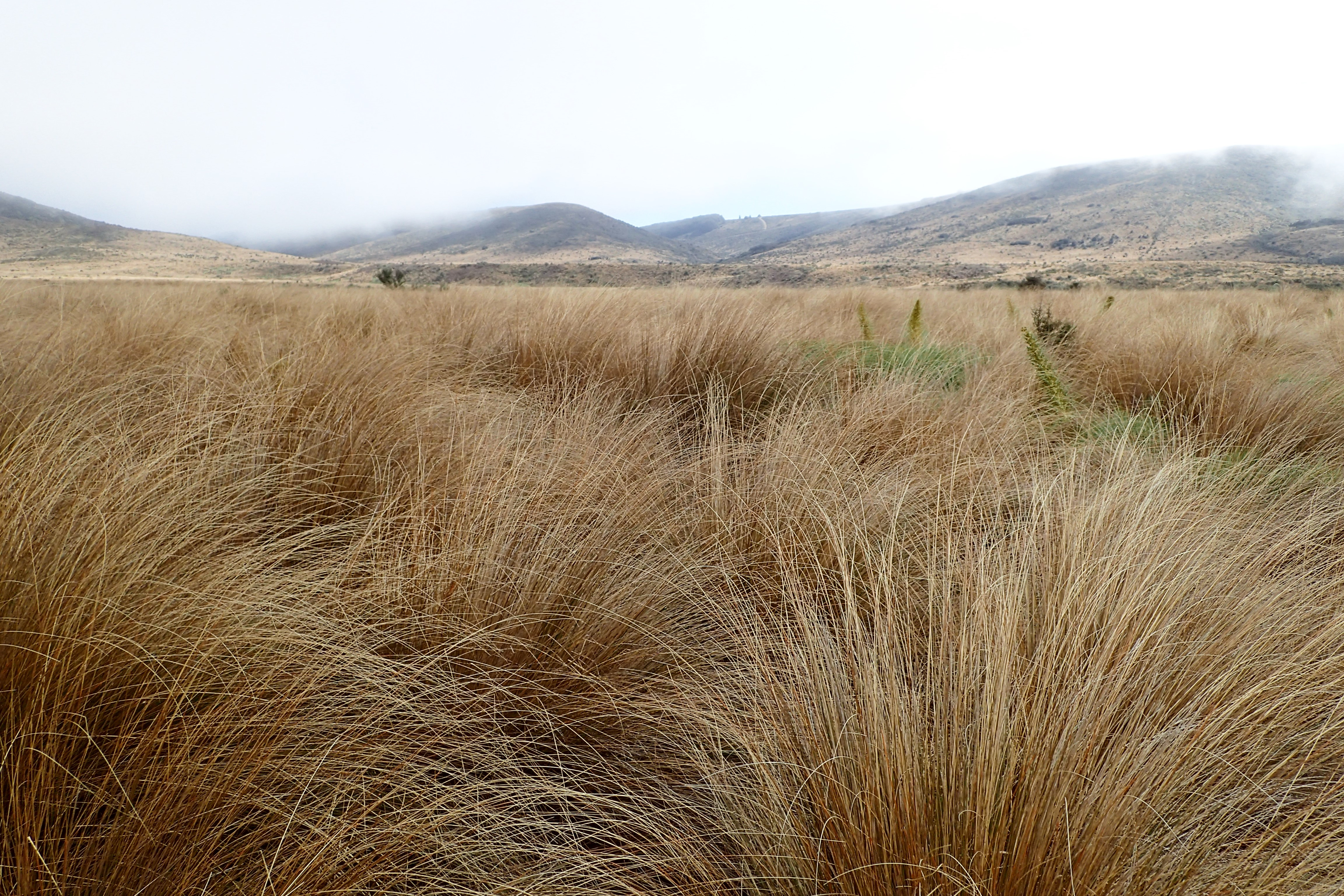
Chionochloa rubra
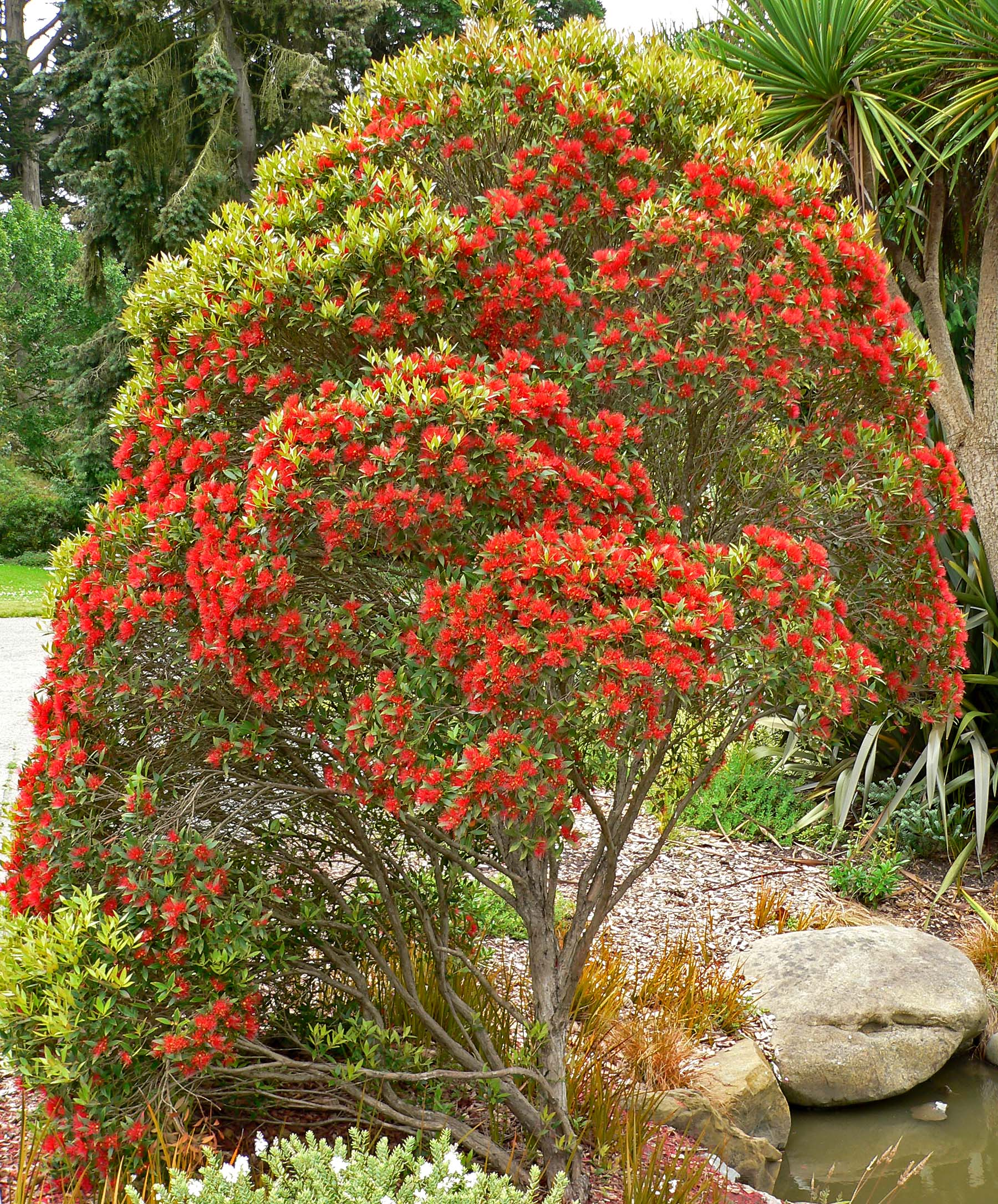
Metrosideros umbellata
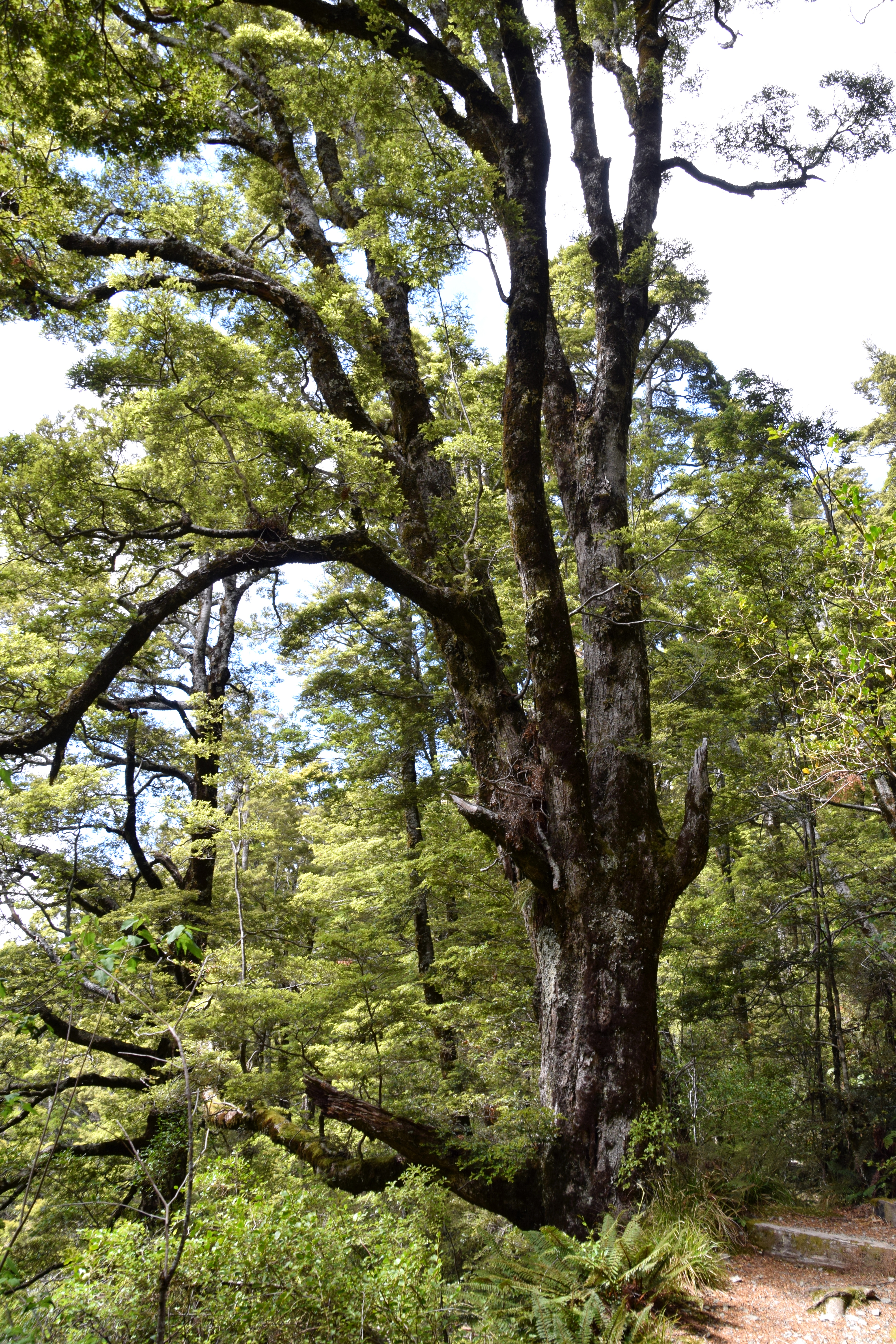
Nothofagus menziesii

## Fauna
Inheemse vogels in deze ecoregio zijn onder meer de geeloogpinguïn (Megadyptes antipodes) en de mohoua (Mohoua ochrocephala), die voorkomen langs de oostkust. Ook leven daar zeezoogdieren als de zuidelijke zeeolifant (Mirounga leonina), de Nieuw-Zeelandse zeebeer (Arctophoca forsteri) en de Nieuw-Zeelandse zeeleeuw (Phocarctos hookeri) naast elkaar. In bergachtige gebieden verder van de kust gelegen komt de rotswinterkoning (Xenicus gilviventris) voor, de enige populatie buiten de Zuidelijke Alpen. In de pollengraslanden komen de vogelsoorten Pacifische bruine kiekendief (Circus approximans) en varengrasvogel (Bowdleria punctata punctata) voor. Ook leven daar reptielen zoals Oligosoma chloronoton en Leiolopisma otagense. In graslanden langs de kust komt de endemische keversoort Prodontria praelatella voor. 

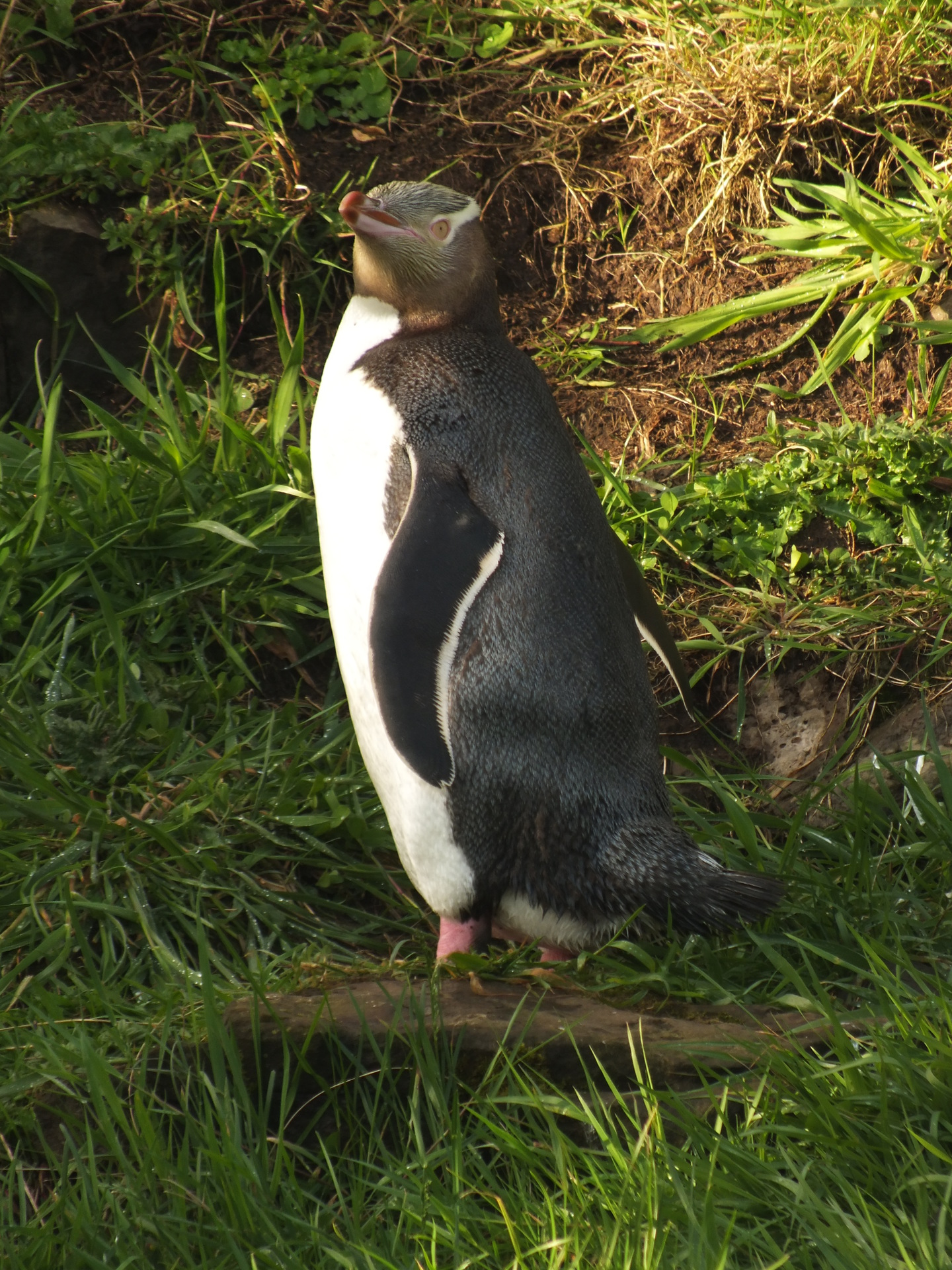
Geeloogpinguïn
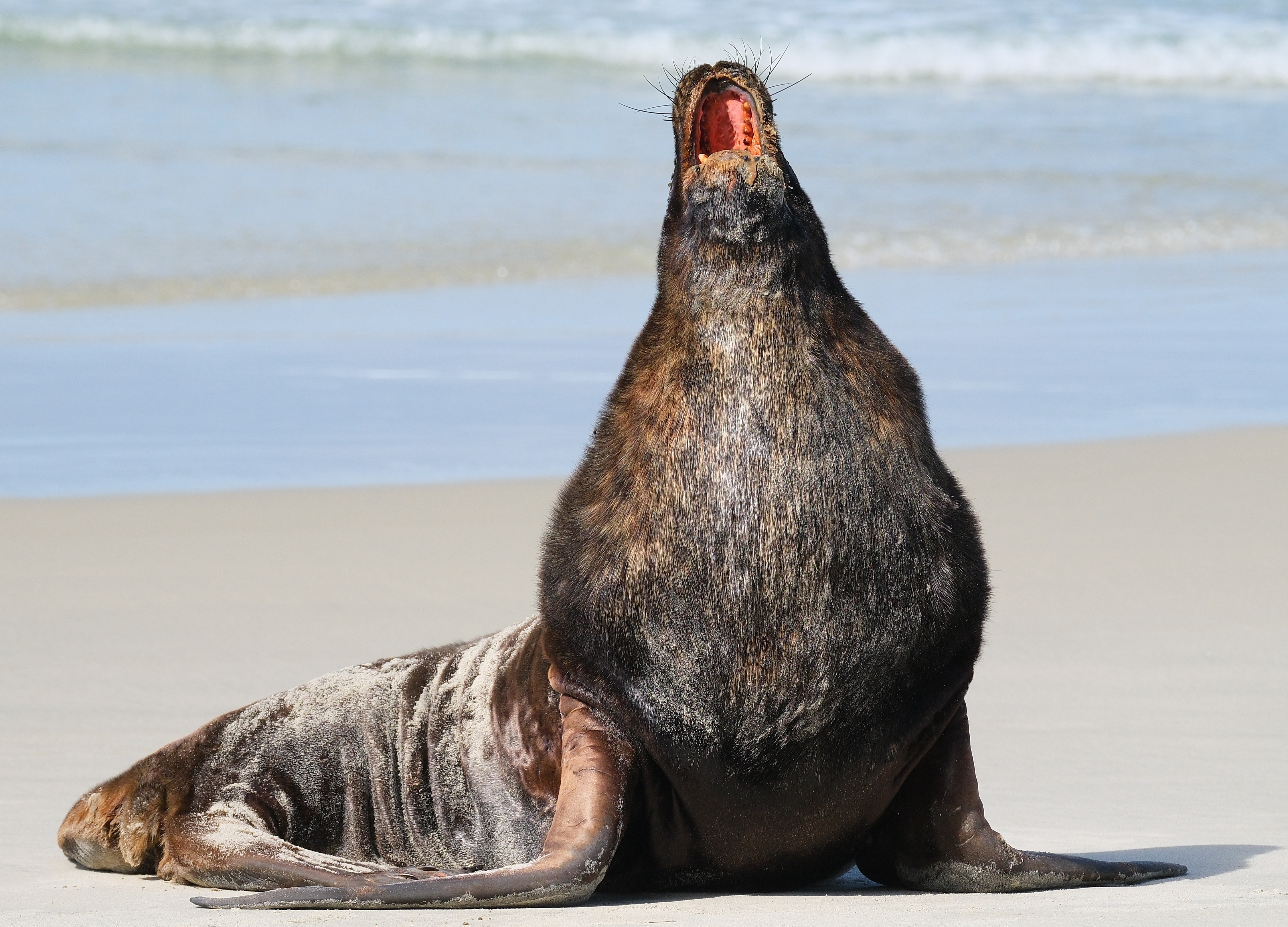
Nieuw-Zeelandse zeeleeuw
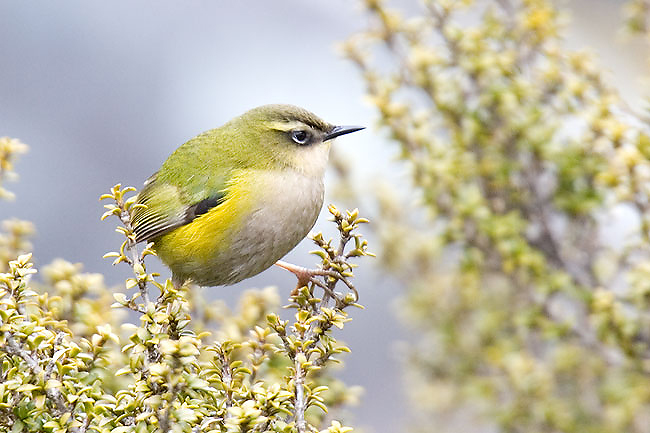
Rotswinterkoning
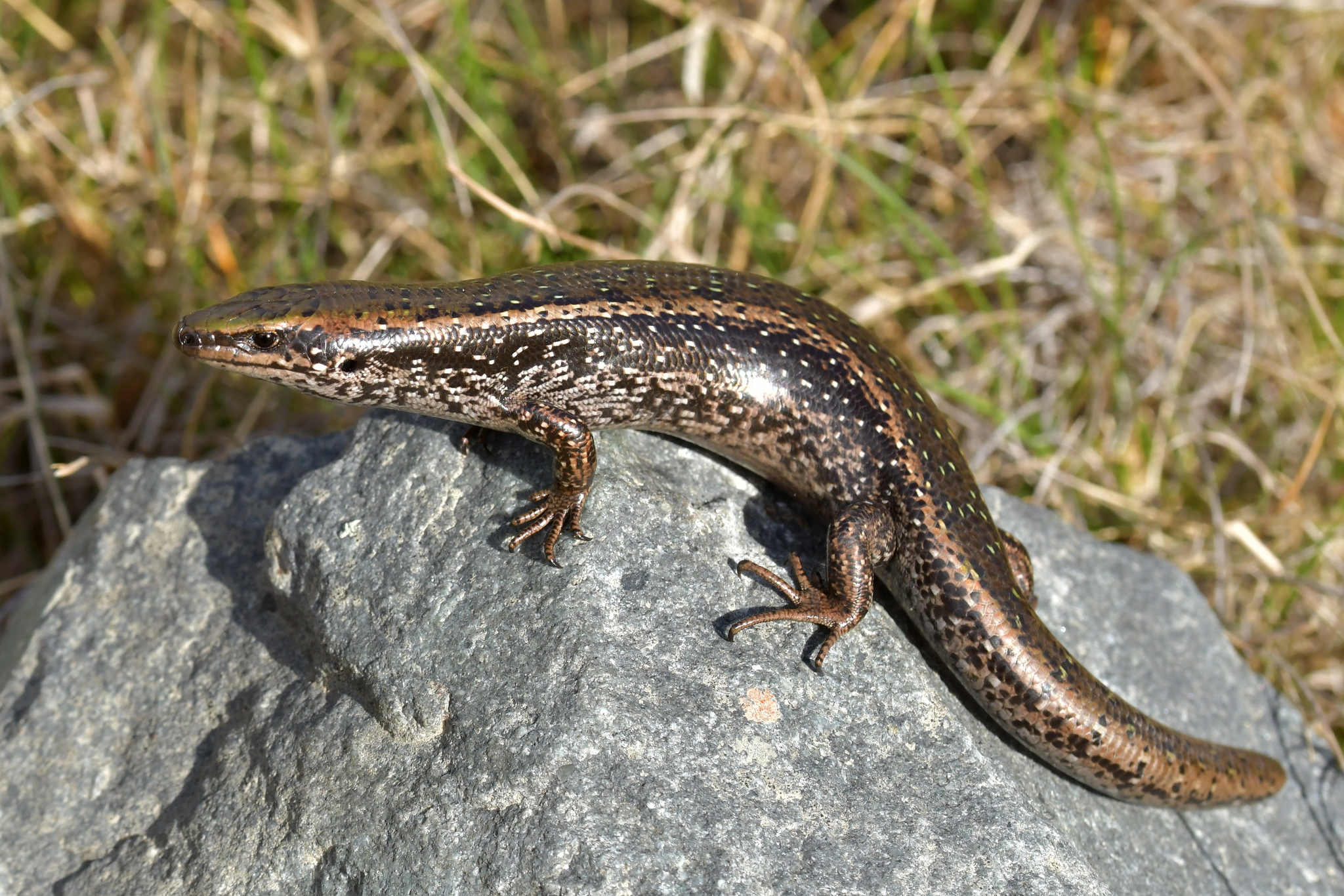
Oligosoma chloronoton
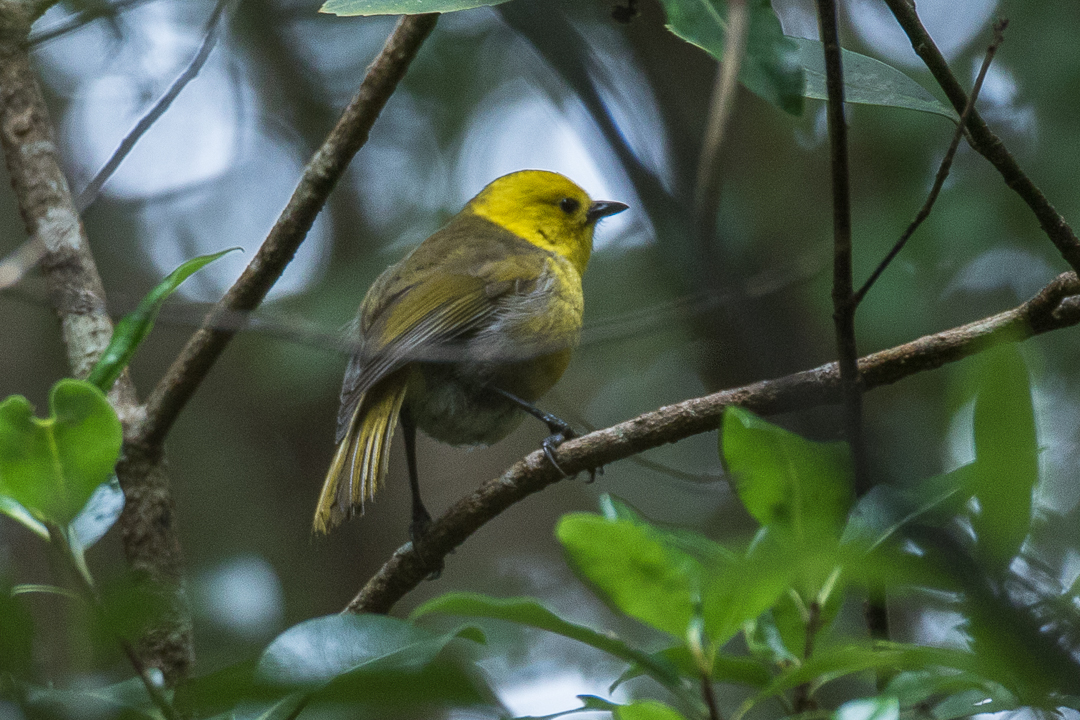
Mohoua
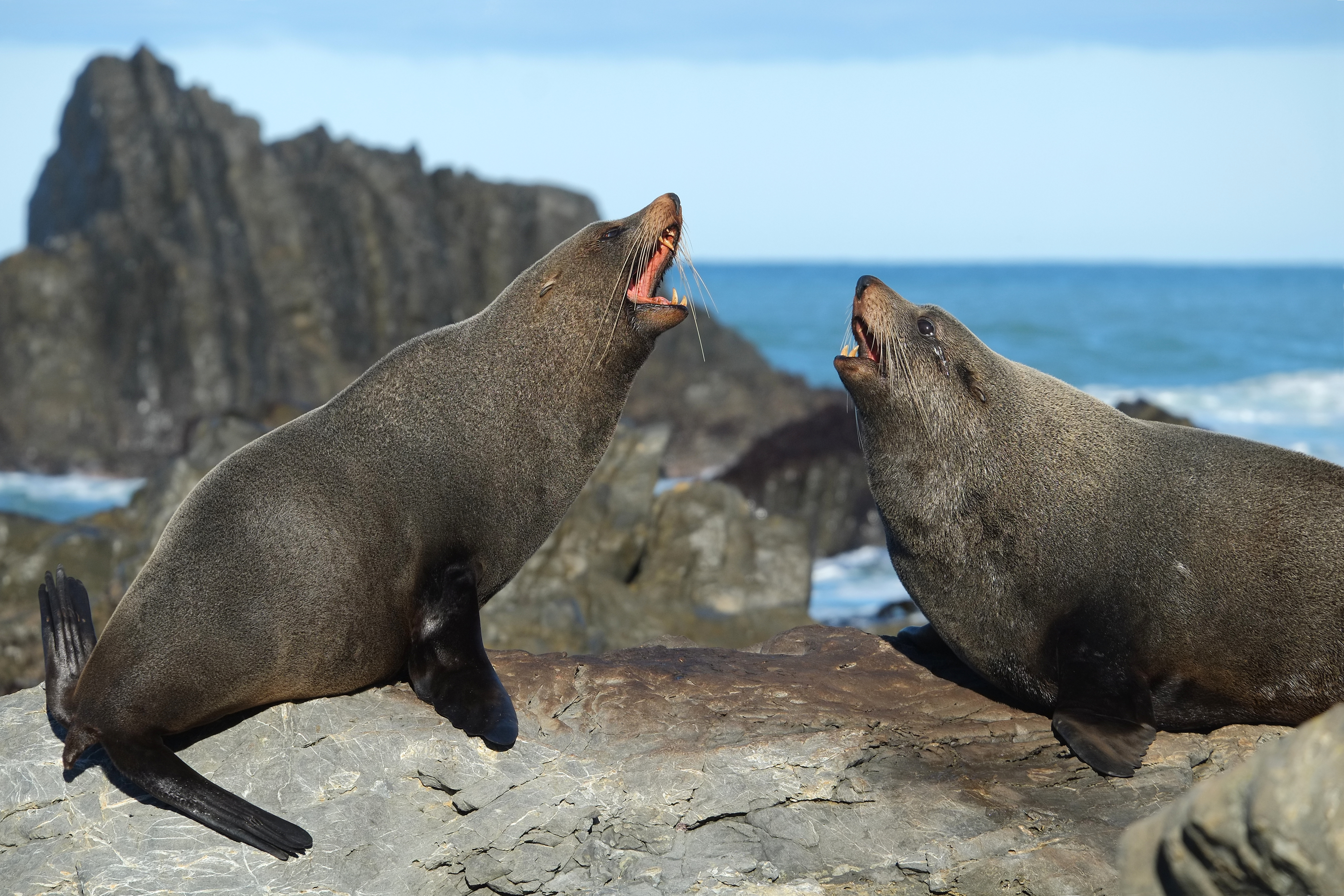
Nieuw-Zeelandse zeebeer